# 北京第二外国語大学
北京第二外国語学院（ペキンだいにがいこくごがくいん、簡体字：北京第二外国语学院、略：二外、英名：Beijing International Studies University、略称BISU）は中国北京市朝陽区にある外国語大学。

## 概要
北京第二外国語学院は、周恩来の提案で1964年に設立された。 BISUは、文学、経済学、経営と法などの分野の広い範囲を誇り、国際的な水平線とし、スキルや外務省、観光、北京の首都のビジネスでのハンズオントレーニングの専門家のための重要な拠点として機能している。周恩来と副首相陳儀はBISUを数回訪問し、江沢民国家主席はBISUへの彼の訪問の際に碑文を書いている。実際、BISUは創業以来、中国の国家指導者の支援に恵まれてきた。
BISUは人気の国際的な評判と教育・研究大学としての国際水平線と異文化意識の学際的な才能を生み出している事で有名である。また、BISUは設立当初から外国語人材の育成に力を入れており、外国語のプロフェッショナル、とりわけ通訳・翻訳の面において多くの人材を輩出している。2008年から、全国の大学生を対象とした通訳コンテストを開催。

## 学科体系
語言文学類

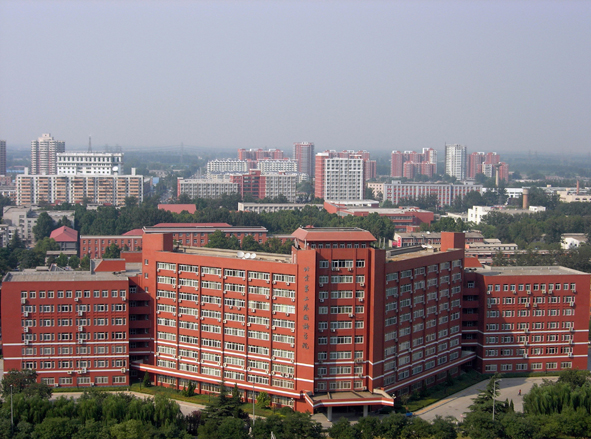
大学のメインホール、2006年9月撮影

- 英語学院：1964年に創設、下部に英語語言文学系、跨文化交際系、翻訳系、応用英語系がある。

- 日本語学院：1964年に創設され、2009年に独立した学部になった[4]。下部に語言文学系、翻訳系、跨文化交際系、商貿系がある。

- ロシア語系：

- ドイツ語系：1964年にドイツ語専攻は創設され、1999年に独立した系になった[5]。

- フランス語・イタリア語系：1964年に創設された[6]

- スペイン語・ポルトガル語系：1964年に創設、1999年に独立した系になった[7]。

- アラビア語系：1964年に創設。

- 韓国語（朝鮮語）系：1972年に創設され、2000年に独立した系になった。

- 中欧語系

- 翻訳学院：2006年に創設[8]。

- 国際伝播学院：1995年に創設、1964年に創設された漢語教研室が発展して創設された。下部に漢語言文学系、対外漢語系、新聞系がある。[9]

- 漢語学院：1992年に創設された留学生に中国語を教える為の学部。1996年11月に国際文化交流学院、2009年12月に元の漢語学院に名称変更。

経営政法類
- 旅游管理学院：1999年に創設、1981年に創設された旅游系が発展して出来た。下部に旅游管理系がある。[10]

- 酒店管理学院：2013年7月に、旅游管理学院のホテル管理系が独立して創設された[11]。

- 国際商学院：2013年7月に創設された。下部に財務管理系および市場販売系の2つがある[12]。

- 経済与会展学院：2013年7月に創設[13]

- 法政学院：2003年に創設、下部に法学系、国際政治系、国際事務と国際関係系がある[14]

- 継続教育学院：

- マルクス主義学院：2015年3月に創設された[15]

- 体育教学院：

研究所
- 応用英語学院：2010年9月に創設、前身は英語教学部、下部に外国語言学および応用語言学研究所がある。[16]

- 旅游発展研究院：元は旅游科学研究所、1984年3月に成立。

- 跨文化研究院：

- 国家文化発展国際戦略研究院：2010年12月に創設

- 中国翻訳業種発展戦略研究院：

BISUは様々な学問分野の修士号プログラムを提供している。外国語と文学、経営学、中国の言語と文学と応用経済学、およびセカンドレベルの分野、すなわち英語英文、日本語と日本文学、ロシア語と文学、ドイツ文学、フランス文学、アラビア語と文学、アジア・アフリカの言語と文学（現在利用可能な唯一の韓国語） 、外国言語学とは、言語学、比較文学、世界文学、美学、言語学を適用し、言語学を適用古代中国文学、近現代中国文学、金融、国際貿易、会計、経営学や観光行政、経営管理、観光局のマスターでの翻訳・通訳などが学べる。
英語、ビジネス英語、日本語、ロシア語、ドイツ語、フランス語、イタリア語、スペイン語、ポルトガル語、アラビア語、韓国語、翻訳・通訳、観光管理、マーケティング管理、会計管理、展示会経済・経営、ホスピタリティマネジメント、国際学士の学生を募集経済学（第2学士号を含む）貿易、金融、国際文化貿易、中国言語文化、ジャーナリズム、中国語教育外国語、国際政治、国際問題と関係、法律、および中国語（留学生用）などの学科がある。
2013年からスペイン語文学専門、ドイツ語翻訳、ロシヤ語邦訳、フランス語翻訳、そしてホテルマネジメント、会議展覧などの学科が新たに創設された。
BISUの日本語版ホームページによれば教員数は教師、専業技術職員が800名あまりであり、200名あまりの教員は高級職称(注:中国の教育業界で言えば、副教授以上のクラスに当たる)を保有し、多数の教員は海外で研修または学位ための学習をした経験があり、120名あまりの兼任教授と60名あまりの外国人専門家がいるとのこと。

## 著名な卒業生
- 王毅：中華人民共和国外交部部長、中国共産党中央外事工作委員会弁公室主任、元駐日大使。
- 高虎城：元中華人民共和国商務部部長。
- 舒暢：中国の女優。英語系卒業。
- 呉思科：中華人民共和国政府中東問題特使、全国政治協商会議外事委員会委員。
- 張吉竜：アジアサッカー連盟 (AFC) の現副会長、現FIFA理事。
- 陳健 (政治家)：中華人民共和国の政治家。漢族、浙江省新昌県出身。中華人民共和国商務部副部長を務めた。
- 劉洪才：北朝鮮駐在中国大使、元中華人民共和国対外連絡部副部長。
- 楊海英：モンゴル族。文化人類学者。静岡大学人文社会科学部教授。